# Danny Hay
Daniel „Danny“ Hay (* 15. Mai 1975 in Auckland) ist ein ehemaliger neuseeländischer Fußballspieler. Der Innenverteidiger spielte im Laufe seiner Karriere bei Klubs in Neuseeland, Australien und England und absolvierte 31 Länderspiele für die neuseeländische Nationalmannschaft. Von 2019 bis 2022 war er neuseeländischer Nationaltrainer.

## Vereinskarriere
Hay begann seine Karriere in Neuseeland und wurde dort 1996 zum Young Player of the Year gekürt, ehe er 1997 zu Perth Glory nach Australien wechselte. In seinen beiden Spielzeiten bei Perth Glory erhielt er jeweils den Most Glorious Player Award. 1999 wechselte er für eine Ablösesumme von £200.000 zum englischen Erstligisten Leeds United. Dort kam er lediglich in der Saison 2000/01 zu vier Ligaeinsätzen, darunter bei den 4:3-Siegen gegen Tottenham Hotspur und den FC Liverpool. Im Sommer 2002 wechselte Hay ablösefrei zum englischen Zweitligisten FC Walsall, bevor er Anfang 2004 „aus persönlichen Gründen“ nach Neuseeland zurückkehrte.
Dort schloss er sich den Football Kingz an, die 2005 unter dem Namen New Zealand Knights als einziger neuseeländischer Verein an der Profiliga A-League teilnahmen. Als Kapitän in die Saison gestartet, überwarf er sich im November mit dem Management und verließ den Verein im Januar 2006 und spielte die restliche Saison bei Perth Glory.
Mit Waitakere United fand er 2006 einen neuen Verein, mit dem er sogleich die erstmals ausgetragene OFC Champions League gegen den Ba FC gewinnen konnte und das obwohl man erst durch den Rückzug des vanuatuischen Vertreters einen Startplatz erhielt. Das entscheidende Finalrückspiel verpasste er allerdings verletzungsbedingt. Als Kapitän führte er seine Mannschaft bei der FIFA Klub-Weltmeisterschaft 2007 aufs Feld, musste sich aber im Vorrundenspiel dem asiatischen Vertreter Sepahan mit 1:3 geschlagen geben. 2008 konnte der Erfolg in der Champions League wiederholt werden. Im Finale setzt man sich nach einer 1:3-Hinspielniederlage im Rückspiel gegen Kossa FC mit 5:0 durch. Zudem führte er als Kapitän Waitakere United zum erstmaligen Gewinn der neuseeländischen Meisterschaft. Im Finale besiegte man Team Wellington mit 2:0.

## Nationalmannschaft
Hay debütierte 1998 in der A-Nationalmannschaft Neuseelands. Im selben Jahr gewann er mit der Landesauswahl OFC-Nationen-Pokal durch einen 1:0-Sieg über Australien. Zuvor hatte Hay im Halbfinale gegen Fidschi den 1:0-Siegtreffer erzielt. 2003 nahm er mit Neuseeland am Konföderationen-Pokal in Frankreich teil. Er kam beim Vorrundenaus seiner Mannschaft zu zwei Einsätzen. 2006 wurde er zum Mannschaftskapitän ernannt, trat aber bereits ein Jahr später aus der Nationalmannschaft zurück, um seine berufliche Karriere voranzutreiben.